# Fernando Di Leo
Pour les articles homonymes, voir Di Leo.
Fernando Di Leo, né le 11 janvier 1932 à San Ferdinando di Puglia dans les Pouilles et mort le 1er décembre 2003 à Rome dans la région du Latium en Italie, est un réalisateur, scénariste et acteur italien. Comme scénariste, il est notamment connu pour ses nombreux westerns-spaghettis écrits dans les années 1960 et comme réalisateur pour ses poliziotteschi sortis dans les années 1970, dont la trilogie du Milieu inspiré par l’œuvre de l'écrivain italien Giorgio Scerbanenco.

## Biographie
Fernando Di Leo naît en 1932 à San Ferdinando di Puglia dans la région des Pouilles. Diplômé en droit, il suit les cours du Centro sperimentale di cinematografia à Rome.
Comme scénariste, il débute dans les années 1960 en écrivant à plusieurs mains des scénarios de westerns-spaghettis. Il participe ainsi à l'écriture des classiques du genre que sont Pour une poignée de dollars (Per un pugno di dollari) et Et pour quelques dollars de plus (Per qualche dollaro in più) de Sergio Leone. Il signe également Navajo Joe pour Sergio Corbucci, Le Retour de Ringo (Il ritorno di Ringo) et Très honorable correspondant (Kiss Kiss... Bang Bang) pour Duccio Tessari, Sugar Colt, Sept Écossais du Texas (Sette pistole per i MacGregor) et Sept Écossais explosent (Sette donne per i MacGregor) pour Franco Giraldi, Johnny Yuma pour Romolo Guerrieri ou Le Temps du massacre (Le colt cantarono la morte e fu... tempo di massacro) pour Lucio Fulci parmi de nombreux films. En 1967, il s'essaie au film policier en adaptant le roman La poisse vient en auto (Tempo di massacro) de l'écrivain Franco Enna pour Mino Guerrini qui réalise le film Homicide sur rendez-vous (Omicidio per appuntamento). Il collabore à nouveau avec Guerrini pour Gangster 70 en 1968 et signe cette année-là ces derniers scénarios de westerns, réduisant son activité de scénariste pour se consacrer à sa carrière de réalisateur. Il sera par la suite l'auteur de l'ensemble des scénarios de ces œuvres. En 1976, il revient à l'écriture pour d'autres en adaptant la nouvelle Bravi ragazzi bang bang du recueil Milan Calibre 9 (Milano calibro 9) de l'écrivain Giorgio Scerbanenco pour Romolo Guerrieri qui réalise le néo-polar Jeunes, désespérés, violents (Liberi armati pericolosi). Il écrit également le scénario du controversé et violent néo-polar Deux Flics à abattre de Ruggero Deodato.
Comme réalisateur, il débute en 1964 en réalisant l'un de sketches de la comédie Gli eroi di ieri, oggi, domani, en collaboration avec Enzo Dell'Acqua, Sergio Tau et Frans Weisz. En 1968, il réalise seul son premier film, le film de guerre Roses rouges pour le Führer (Rose rosse per il fuehrer) qui se déroule pendant la Seconde Guerre mondiale. L'année suivante, il signe trois films, les drames érotiques Pourquoi pas avec toi (Brucia, ragazzo, brucia) avec Françoise Prévost, Gianni Macchia et Michel Bardinet et Amarsi male avec Nieves Navarro et Gianni Macchia, ainsi que son premier film noir, La Jeunesse du massacre (I ragazzi del massacro), dont il a écrit le scénario d'après le roman Les Enfants du massacre (I ragazzi del massacro) de l'écrivain Giorgio Scerbanenco. En 1971, il s'essaie au film d'horreur avec La Clinique sanglante (La bestia uccide a sangue freddo), un drame mêlant l’horrifique à l'érotique avec Klaus Kinski, Margaret Lee et Rosalba Neri dans les rôles principaux.
En 1972, il adapte le recueil de nouvelles Milan calibre 9 (Milano calibro 9) de Giorgio Scerbanenco et signe le film noir Milan calibre 9 (Milano calibro 9) avec Gastone Moschin, Barbara Bouchet, Mario Adorf, Frank Wolff, Luigi Pistilli et Ivo Garrani dans les rôles principaux. Il s'agit du premier film de la trilogie du Milieu que le réalisateur poursuit en 1972 avec L'Empire du crime (La Mala ordina) et en 1973 avec Le boss (Il Boss). La même année, il signe le drame érotique Séduction (La seduzione) avec Lisa Gastoni, Maurice Ronet et la jeune Jenny Tamburi d'après le roman Graziella de l'écrivain Ercole Patti.
Entre 1974 et 1977, il réalise six films noirs et policiers, dont Salut les pourris (Il poliziotto è marcio) avec Luc Merenda, Richard Conte, Delia Boccardo et Raymond Pellegrin, Ursula l'anti-gang (Colpo in canna) avec Ursula Andress, Woody Strode et Marc Porel, Colère noire (La città sconvolta: caccia spietata ai rapitori) avec Luc Merenda, James Mason, Valentina Cortese et Vittorio Caprioli, I padroni della città avec Jack Palance, Al Cliver, Harry Baer et Gisela Hahn et Diamants de sang (Diamanti sporchi di sangue) avec Claudio Cassinelli, Martin Balsam et Barbara Bouchet.
En 1978, il réalise le controversé Avoir vingt ans (Avere vent'anni) avec Gloria Guida et Lilli Carati, un film mélant le drame noir à la comédie érotique italienne et fortement censuré à sa sortie en Italie. En 1980, il continue dans l'érotisme léger avec Vacanze per un massacro, un thriller porté par le tandem Joe Dallesandro et Lorraine De Selle. En 1984, il réalise le film d'action se déroulant pendant la Guerre du Viêt Nam La Race des violents (Razza violenta) et sort en 1985 son dernier film, Killer contro killers.
Comme acteur, il a tenu plusieurs rôles de figuration dans ces films.
Il meurt à Rome en 2003 à l'âge de 71 ans.
Le réalisateur américain Quentin Tarantino est un admirateur de son œuvre qu'il a découvert dans les années 1980, comparant Di Leo à Don Siegel ou Jean-Pierre Melville.

## Filmographie

### Comme réalisateur et scénariste

#### Au cinéma
- 1964 : Gli eroi di ieri, oggi, domani, épisode Un posto in paradiso
- 1968 : Roses rouges pour le Führer (Rose rosse per il fuehrer)
- 1969 : La Jeunesse du massacre (I ragazzi del massacro)
- 1969 : Pourquoi pas avec toi (Brucia, ragazzo, brucia)
- 1969 : Amarsi male
- 1971 : La Clinique sanglante (La bestia uccide a sangue freddo)
- 1972 : Milan calibre 9 (Milano calibro 9)
- 1972 : L'Empire du crime (La mala ordina)
- 1973 : Le Boss (Il boss)
- 1973 : Séduction (La seduzione)
- 1974 : Salut les pourris (Il poliziotto è marcio)
- 1974 : Sesso in testa, coréalisé avec Sergio Ammirata (it)
- 1975 : Ursula l'anti-gang (Colpo in canna)
- 1975 : Colère noire (La città sconvolta: caccia spietata ai rapitori)
- 1976 : Gli amici di Nick Hezard
- 1976 : Mister Scarface (I padroni della città)
- 1977 : Diamants de sang (Diamanti sporchi di sangue)
- 1978 : Avoir vingt ans (Avere vent'anni)
- 1980 : Vacanze per un massacro
- 1982 : Pover'ammore
- 1984 : La Race des violents (Razza violenta)
- 1985 : Killer contro killers

#### A la télévision
- 1981 : L'assassino ha le ore contate

### Comme scénariste
- 1964 : Pour une poignée de dollars (Per un pugno di dollari) de Sergio Leone
- 1965 : Le Retour de Ringo (Il ritorno di Ringo) de Duccio Tessari
- 1965 : Et pour quelques dollars de plus (Per qualche dollaro in più) de Sergio Leone
- 1966 : Sept Écossais du Texas (Sette pistole per i MacGregor) de Franco Giraldi
- 1966 : Très honorable correspondant (Kiss Kiss... Bang Bang) de Duccio Tessari
- 1966 : Le Temps du massacre (Le colt cantarono la morte e fu... tempo di massacro) de Lucio Fulci
- 1966 : Sugar Colt de Franco Giraldi
- 1966 : Navajo Joe de Sergio Corbucci
- 1967 : Sept Écossais explosent (Sette donne per i MacGregor) de Franco Giraldi
- 1967 : Pécos tire ou meurt (Pecos è qui: prega e muori) de Maurizio Lucidi
- 1967 : Haine pour haine (Odio per odio) de Domenico Paolella
- 1967 : Dieu les crée, moi je les tue (Dio li crea... Io li ammazzo!) de Paolo Bianchini
- 1967 : Con lui cavalca la morte de Giuseppe Vari
- 1967 : Face d'ange (I lunghi giorni della vendetta) de Florestano Vancini
- 1967 : Wanted de Giorgio Ferroni
- 1967 : Johnny Yuma de Romolo Guerrieri
- 1967 : Poker au colt (Un poker di pistole) de Giuseppe Vari
- 1967 : Alerte à la drogue (La lunga sfida) de Nino Zanchin et Mohamed Tazi
- 1967 : Homicide sur rendez-vous (Omicidio per appuntamento) de Mino Guerrini
- 1968 : Gangsters '70 de Mino Guerrini
- 1968 : La Loi des colts (...e venne il tempo di uccidere) d'Enzo Dell'Aquila
- 1968 : Pas de pitié pour les salopards (Al di là della legge) de Giorgio Stegani
- 1968 : Chacun pour soi (Ognuno per se) de Giorgio Capitani
- 1972 : Vendredi sanguinaire (Blutiger Freitag) de Rolf Olsen
- 1973 : La Fureur d'un flic (La mano spietata della legge) de Mario Gariazzo
- 1976 : Jeunes, désespérés, violents (Liberi armati pericolosi) de Romolo Guerrieri
- 1976 : Deux Flics à abattre (Uomini si nasce poliziotti si muore) de Ruggero Deodato

### Comme acteur
- 1964 : Gli eroi di ieri, oggi, domani
- 1969 : Amarsi male
- 1972 : Milan calibre 9 (Milano calibro 9)
- 1972 : L'Empire du crime (La Mala ordina)
- 1973 : Le Boss (Il boss)
- 1976 : Gli amici di Nick Hezard
- 1978 : Avoir vingt ans (Avere vent'anni)
- 1979 : Alejandra, mon amour de Julio Saraceni (es)
- 1986 : Seré cualquier cosa, pero te quiero de Carlos Galettini (es)
- 1986 : Perros de la noche de Teo Kofman
- 1988 : Mamá querida de Silvio Fischbein

## Sources
- (en) Harris M. Lentz III, Obituaries in the Performing Arts, 2003 : Film, Television, Radio, Theatre, Dance, Music, Cartoons and Pop Culture, McFarland, 2004, 451 p. (ISBN 978-0-7864-1756-8), p. 104
- (en) Roberto Curti, Italian Crime Filmography, 1968-1980, McFarland, 2004, 332 p. (ISBN 978-0-7864-6976-5, lire en ligne)